# Jack Liebeck
Jack Liebeck (4 agosto 1980) è un violinista britannico.
È fra i più stimati e lodati violinisti della sua generazione e ha vinto il premio come Miglior giovane musicista classico britannico ai Classic Brit Awards nel 2010; incide in esclusiva per l'etichetta Hyperion Records.
Fra il grande pubblico è noto soprattutto per le sue partecipazioni a varie colonne sonore, in particolare quelle del compositore italiano Dario Marianelli per i film Jane Eyre del 2011 e Anna Karenina del 2012, entrambe nominate a diversi premi.

## Carriera
Liebeck possiede la doppia cittadinanza britannica e tedesca e, oltre che come musicista solista e nel Trio Dali, lavora anche come fotografo e come insegnante di violino presso la Royal Academy of Music.
Si è esibito come solista orchestrale con la direzione di Andrew Litton, Leonard Slatkin, Karl-Heinz Steffens, Sir Mark Elder, e con orchestre quali l'Orchestra Filarmonica Reale di Stoccolma condotta da Sakari Oramo, l'Orchestra Sinfonica della Radio Svedese con Daniel Harding, la Filarmonica di Oslo con Jukka Pekka Saraste e numerose altre in tutti i continenti. Ha inoltre collaborato con artisti come Renaud e Gautier Capuçon, Angela Hewitt, Jean-Yves Thibaudet, Piers Lane, Julius Drake, Bengt Forsberg, Michael Collins, Ashley Wass e Katya Apekisheva.
Liebeck ha partecipato alle colonne sonore di vari film, in particolare a quella de La teoria del tutto composta da Jóhann Jóhannsson e soprattutto quelle di Jane Eyre e Anna Karenina composte da Dario Marianelli, compositore per il quale ha suonato anche nella première mondiale del suo Voyager Violin Concerto. Molto interessato alle scienze e al legame fra musica e scienza, Liebeck ha partecipato anche ad attività sperimentali col il professor Brian Cox e dirige il festival annuale da lui ideato Oxford May Music che si concentra sui temi di musica, scienza e arte.
Il suo strumento è il violino Ex-Wilhelmj di Giovanni Battista Guadagnini del 1785, di cui è proprietario, su cui usa l'archetto Professor David Bennett di Joseph Henry, quest'ultimo prestatogli da Kathron Sturrock, vedova Bennett.

## Pubblicazioni
Il debutto discografico di Liebeck è avvenuto nel 2002 con la raccolta antologica Works for Violin & Piano registrato con la pianista Katya Apekisheva per l'etichetta Quartz, ricevendo un'ottima risposta dalla critica specializzata. Sempre con la Apekisheva registra successivamente due album per Sony Classical, e poi nel 2014 firma un contratto in esclusiva con Hyperion Records, celebrato dalla prima uscita Kreisler: Violin Music ancora con la pianista di fiducia Katya Apekisheva, con cui ha pubblicato tutti i suoi successivi lavori.